# Jake Kasdan
Jake Kasdan (Detroit, 28 oktober 1974) is een Amerikaans film-televisieregisseur, film-televisieproducent en scenarioschrijver.

## Biografie
Kasdan werd op 28 oktober 1974 geboren in Detroit als zoon van filmregisseur en scenarioschrijver Lawrence Kasdan.
Als kind had hij kleine rolletjes in de films van zijn vader.
Kasdan is getrouwd met singer-songwriter Inara George.

## Filmografie

### Films (selectie)
| Jaar | Productie                      | Functie                                  |
| ---- | ------------------------------ | ---------------------------------------- |
| 1998 | Zero Effect                    | Regisseur Producent Scenarist Acteur     |
| 2002 | Orange County                  | Regisseur                                |
| 2006 | The TV Set                     | Regisseur Producent Scenarist            |
| 2007 | Walk Hard: The Dewey Cox Story | Regisseur Producent Scenarist            |
| 2011 | Bad Teacher                    | Regisseur                                |
| 2011 | Friends with Kids              | Producent                                |
| 2014 | Sex Tape                       | Regisseur                                |
| 2017 | Jumanji: Welcome to the Jungle | Regisseur Uitvoerend producent           |
| 2019 | Jumanji: The Next Level        | Regisseur Uitvoerend producent Scenarist |
| 2024 | Red One                        | Regisseur Producent                      |

### Televisie (selectie)
| Jaar      | Productie          | Functie             | Opmerking       |
| --------- | ------------------ | ------------------- | --------------- |
| 1999-2000 | Freaks and Geeks   | Regisseur Producent |                 |
| 2001      | Grosse Pointe      | Regisseur           | Aflevering 1.15 |
| 2008      | Californication    | Regisseur           | Aflevering 2.7  |
| 2011-2018 | New Girl           | Regisseur Producent |                 |
| 2012-2013 | Ben and Kate       | Regisseur Producent |                 |
| 2015      | Weird Loners       | Regisseur Producent |                 |
| 2015-2020 | Fresh Off the Boat | Regisseur Producent |                 |
| 2015-2016 | The Grinder        | Regisseur Producent |                 |